# Franklin-Cover-Up-Skandal
Der Franklin-Cover-Up-Skandal oder Franklin-Cover-Up-Hoax ist ein Skandal um angeblichen Kindesmissbrauch bis in höchste politische Kreise in Nebraska, der 1988 bekannt wurde und zu Ermittlungen führte. Ein Geschworenengericht urteilte 1990, dass die Vorwürfe unhaltbar seien.

## Ablauf und Vorwürfe
Im Zuge der Savings-and-Loan-Krise und des Zusammenbruchs der Franklin Savings and Loan-Bank in Nebraska, bei der Betrug und politische Manipulation aufgedeckt wurden, kamen Vorwürfe auf, dass Prominente aus Politik, Wirtschaft und Medien des Bundesstaates in einen Sexring involviert gewesen seien, der Kinder zur Prostitution gezwungen habe. Gerüchte über eine Involvierung der Central Intelligence Agency, der Bundesregierung und satanistischer Kreise kamen auf und sorgten für Verschwörungstheorien.
Die Washington Times titelte am 29. Juni 1989 „Homosexual Prostitution Inquiry ensnares VIPs with Reagan, Bush“. Die Journalisten Paul M. Rodriguez und George Archibald behaupteten darin angebliche Verbindungen zwischen Beamten in Schlüsselpositionen der Administrationen von Ronald Reagan und George H. W. Bush und einem verdeckten, mit minderjährigen männlichen Jugendlichen operierenden Prostitutionsring in Washington, D.C. Weiterhin berichtete der Artikel davon, dass zwei dieser Prostituierten sogar das Weiße Haus in der Nacht besuchten. Die Anschuldigungen beinhalteten u. a. „Entführung und Missbrauch von Minderjährigen zum Zwecke sexueller Perversion“.
Zu den genannten angeblich involvierten Schlüsselpersonen zählten Craig J. Spence, ein Washingtoner Lobbyist, und Lawrence E. King Jr., damaliger Manager der Franklin Community Federal Credit Union in Nebraska. Laut der New York Times vom 15. Dezember 1989 brachte Senator Ernie Chambers von Nebraska Berichte vor, nach denen „Jungen und Mädchen, manche aus Waisenhäusern, über das ganze Land transportiert wurden, um sexuelle Dienste zu leisten, für die sie entlohnt wurden.“
Am 10. Januar 1989 berief das Staatsparlament Nebraskas einen Untersuchungsausschuss ein, dem die Senatorin Loran Schmit vorsaß. Am 30. Januar 1990 verlangte der Bundesstaatsanwalt von Nebraska, Robert Spire, nach einer Grand Jury zur Untersuchung der Vorfälle. Am 6. Februar 1990 wurde dem ehemaligen Bezirksrichter Samuel Van Pelt ein Sonderstaatsanwalt für das Douglas-County-Geschworenengericht zugeteilt, das am 12. März 1990 zusammenkam.
Am 23. Juli 1990 hob das Geschworenengericht nach Anhörung mehrstündiger Zeugenaussagen die Anklage wegen sexuellen Kindesmissbrauchs auf und bezeichnete die Anschuldigungen als „sorgfältig zusammengestellten Schwindel“ (englisch Hoax).
Der Historiker Philip Jenkins hält die Vorkommnisse für einen Teil der moralischen Panik der 1980er Jahre.